# Nefelejcs (keresztnév)
A Nefelejcs újabb keletű magyar névadás a nefelejcs növénynévből.

## Gyakorisága
Az 1990-es években szórványos név, a 2000-es években nem szerepel a 100 leggyakoribb női név között.

## Névnapok
- április 17.[2]
- április 24.[2]